# Physcomitrium brisbanicum
Physcomitrium brisbanicum är en bladmossart som beskrevs av C. Müller 1872. Physcomitrium brisbanicum ingår i släktet huvmossor, och familjen Funariaceae. Inga underarter finns listade i Catalogue of Life.